# بازشاپرک‌های فیلی
بازشاپرک‌های فیلی (نام علمی: Deilephila) نام یک سرده از زیرخانواده زبان‌درازیان است.